# Klaus Eschen
Klaus Eschen (ur. 6 września 1939 w Berlinie, zm. 30 maja 2025) – niemiecki adwokat, obok Hansa-Christiana Ströbele i Horsta Mahlera znany w latach 70. obrońca terrorystów z Frakcji Czerwonej Armii, późniejszy współpracownik Gerharda Schrödera.

## Życiorys
Pochodził z żydowskiej rodziny. Jego ojcem był Fritz Eschen, berliński fotograf. Początkowo również był fotografem, a po ukończeniu studiów prawniczych został adwokatem. Wraz z Hansem-Christianem Ströbele i Horstem Mahlerem założył w 1969 r. Sozialistisches Anwaltskollektiv. Bronił członków Frakcji Czerwonej Armii. W 1979 zakładał wraz z Gerhardem Schröderem Republikanischer Anwaltsverein. Od 1983 r. pracował jako notariusz. Od 1992 do 2000 r. zasiadał jako sędzia Sądu Konstytucyjnego Landu Berlina. Hobbystycznie zajmował się fotografią.
W 2001 r. wydano album jego współautorstwa (wraz z Christiane Landgrebe) Berlin. Fotografien 1960–1970.